# Bacia de Rasmussen

A bacia de Rasmussen (em inglês:  Rasmussen Basin) é um canal natural no Arquipélago Ártico Canadiano na Região de Kitikmeot, Nunavut, Canadá. Separa a Ilha do Rei Guilherme (a noroeste) da parte continental de Nunavut. A norte abre ao estreito de Rae, a oeste ao estreito de Simpson, e a sul à enseada Chantrey.
O nome da bacia é uma homenagem ao explorador e etnólogo Knud Rasmussen (Jakobshavn, Groelândia, 1879 – Gentofte, Dinamarca, 1933), que montou acampamento em uma pequena ilha da região durante a Quinta Expedição Thule (1921-1924).